# Tretinoïne
Tretinoïne of retinolzuur is het carbonzuur van retinol (vitamine A1).
De stof is opgenomen in de lijst van essentiële geneesmiddelen van de WHO.

## Dermatologie
Het wordt in de geneeskunde gebruikt om acne, melasma en andere huidaandoeningen te behandelen. In sommige landen is het in de vrije verkoop als cosmeticum voor de huid. De toediening is hier lokaal in een concentratie van 0,05% als standaard.
De werking berust waarschijnlijk op het veroorzaken van ontstekingsachtige veranderingen in de epidermis en het follikelepitheel waardoor versnelde productie van hoorncellen ontstaat, die tevens een minder sterke binding met elkaar hebben. Hierdoor worden deze cellen makkelijker via de follikelopening afgestoten en wordt de vorming van comedonen voorkomen.

## Behandeling van leukemie
Het wordt ook gebruikt als adjuvans bij een bepaalde vorm van acute myeloïde leukemie (AML-M3). Bij voortgezet gebruik kan door inductie middels het cytochroom P450 een versnelde afbraak optreden. De dosering van Vesanoid® is 2 keer per dag op basis van het lichaamsoppervlak.